# Terbium
Terbium (Opkaldt efter Ytterby i Sverige) er det 65. grundstof i det periodiske system, og har det kemiske symbol Tb: Under normale temperatur- og trykforhold optræder dette lanthanid som et sølvskinnende metal der er blødt nok til at man kan dele det med en kniv.

## Egenskaber
Terbium er nogenlunde modstandsdygtig overfor iltning ("rust") ved kontakt med atmosfærisk luft, men ved temperaturer over 150 °C bryder det i brand og danner derved terbiumdioxid (TbO2). Terbium reagerer med vand under dannelse af gasformig brint og terbiumhydroxid.
Terbium kan antage to forskellige allotropiske former: Ved temperaturer under 1289 °C
antager det sin α-form med hexagonal krystalstruktur. Ved højere temperaturer omorganiseres strukturen, og stoffet fremtræder i sin β-form.

## Tekniske anvendelser
Terbium tilsættes i små mængder til kalciumfluorid, kalciumtungstat og strontiummolybdat; materialer der bruges i halvledere, og sammen med zirkonium(IV)oxid i brændselsceller, hvor det gør krystalstrukturen mere modstandsdygtig overfor høje temperaturer. Terbium indgår også i legeringer samt i en række elektroniske produkter; eksempelvis indgår det i de "fosforiserende" stoffer der bruges i sparepærer og billedrør til farve-TV og computerskærme, hvor det frembringer grønt lys ved bølgelængder omkring 546 nanometer.
På overfladen af genskrivbare, magneto-optiske medier bruges legeringer af terbium, jern og kobolt, og eventuelt gadolinium. Legeringer af terbium og dysprosium udviser en høj magnetorestriktivitet, og bruges i forbindelse med materialeprøvning. I magneter baseret på neodym, jern og bor medvirker terbium til at øge koercitivkraften.

## Historie
Terbium blev opdaget i 1843 af den svenske kemiker Carl Gustaf Mosander, som konstaterede stoffet som en "urenhed" i yttriumoxid; Y2O3. Det var dog først langt senere, efter udvikling af ionbytnings-processer, at det er lykkedes at isolere rent, metallisk Terbium.

## Naturlig forekomst
Terbium findes aldrig frit i naturen, men i form af kemiske forbindelser med andre stoffer. For eksempel findes terbium i mineralerne cerit, gadolinit, monazit, xenotim og euxenit.

## Isotoper af terbium
Naturligt forekommende terbium består af én stabil isotop; terbium-159. Dertil kendes 33 radioaktive isotoper, hvoraf de mest "sejlivede" er terbium-158, terbium-157 og terbium-160, med halveringstider på henholdsvis 180 år, 71 år og 72,3 dage. Alle de øvrige radioaktive isotoper har halveringstider fra knapt en uge og nedefter.